# 尾头凤尾蕨
尾头凤尾蕨（学名：Pteris oshimensis var. paraemeiensis）为凤尾蕨科凤尾蕨属下的一个变种。分布在四川（峨眉山、巴县、重庆、灌县、宝兴、雅安）。生林下，海拔500-600米。
其下部侧生羽片长14-25厘米，宽通常为1.7-3.5厘米，先端有长尾头，尾头通常长4-9厘米，偶有3厘米。

## 扩展阅读
- 維基物種上的相關：尾头凤尾蕨